# هيبو (فيلسوف)
هيبو (أو هيبون، باليونانية: "Ἵππων"، وعاش في القرن الخامس قبل الميلاد) فيلسوف يوناني وعالم طبيعة يصنف ضمن المدرسة الأيونية أو الطبيعية. وعلى الأغلب فقد كان من معاصري أرخيلاوس الأثيني وعاش أغلب حياته في أثينا. ويقول أرسطو أنه ليس جديرا باسم فيلسوف، ورغم أنه يقارنه بطاليس في فكره الأساسي، فإنه يضيف بأن مداركه كانت ضحلة ولا يجب أخذها جديا بعين الاعتبار.
أحيا هيبو أفكار طاليس بأن العالم خلق من الماء وأن النار أتت من الماء وأنهما يعملان بقوة مضادة للأخرى فأنتجت العالم المحسوس. وأكثر من هذا فقد أنكر كل الوجود عدا ما يمكن معرفته عن طريق الحواس، وبهذا تم تصنيفه ضمن الملحدين. وأن الآلهة هم مجرد رجال عظماء تم تقديسهم ضمن الحكايات الشعبية. لكنه كان أكثر اهتماما بالطب حيث قال أن الأمراض والموت سببها جفاف الماء والرطوبة من الجسم. ويقال أنه نظم عبارة على قبره حيث وضع لنفسه مكانا بين هذه الآلهة.